# Cyklady

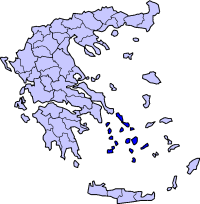
Departament Cyklady

Cyklady (gr. Κυκλάδες, Kikládes) – archipelag znajdujący się w południowo-zachodniej części Morza Egejskiego, u południowo-wschodnich wybrzeży Grecji. W skład archipelagu wchodzi około 220 wysp o łącznej powierzchni 2572 km². Do końca 2010 roku były jedną z prefektur (nomosów) w regionie administracyjnym Wyspy Egejskie Południowe, ze stolicą w Ermupolis na wyspie Síros.

## Atrakcje turystyczne
- Delos – położona w środku „okręgu” utworzonego przez Cyklady, była od IX w p.n.e. centrum politycznym i religijnym wysp Morza Egejskiego. Obecnie znane stanowisko archeologiczne.
- Ios – wysepka usiana winnicami i bizantyjskimi kościołami o niebieskich kopułach.
- Mykonos – najpopularniejsza wśród turystów, symbol uroku rzucanego przez wyspy greckie na przybyszów z całego świata. Wzdłuż całego wybrzeża ciągną się oślepiająco białe domy, a kaplice i wiatraki urozmaicają pejzaż wyspy.
- Santoryn – wyspa uznawana przez niektórych za mityczną Atlantydę, zwana również „prehistorycznymi Pompejami”. Na całej wyspie zachowały się ślady dawnej aktywności wulkanicznej, dzięki której powstały dwie wysepki Kamenes. Rumowiska utworzone przez wybuchy krateru, suche obszary pokryte zastygłą lawą i wypalone wzgórza to wciąż widoczne świadectwa po katastrofie.

## Ważniejsze wyspy
Wyspy zestawiono według powierzchni całkowitej gmin które tworzą, w porządku malejącym (liczba ludności zamieszkanych wysp z 2011 r.)
- Naksos – 37°03′N 24°29′E/37,050000 24,483333; pow. 429,785 km²; 18 904 osoby; najwyższe wzniesienie: Zeus 1003 m n.p.m.
- Andros – 37°50′N 24°53′E/37,833333 24,883333; pow. 380,049 km²; 9221 osób; 718 m n.p.m.
- Paros – 37°05′N 25°09′E/37,083333 25,150000; pow. 196,308 km²; 13 715 osób; 724 m n.p.m.
- Tinos – 37°36′N 25°08′E/37,600000 25,133333; pow. 194,464 km²; 8636 osób; Tsiknias 750 m n.p.m.
- Milos – 36°41′N 24°25′E/36,683333 24,416667; pow. 160,147 km²; 4977 osób; 748 m n.p.m.
- Kea – 37°37′N 24°20′E/37,616667 24,333333; pow. 128,90 km²; 2455 osób; 560 m n.p.m.
- Amorgos – 36°50′N 25°54′E/36,833333 25,900000; pow. 126,35 km²; 1973 osoby; 823 m n.p.m.
- Ios – 36°43′N 25°20′E/36,716667 25,333333; pow. 109,024 km²; 2024 osoby; 713 m n.p.m.
- Kitnos – 37°23′N 24°25′E/37,383333 24,416667; pow. 100,187 km²; 1456 osób; 297 m n.p.m.
- Santoryn (5 wysepek) – 36°25′N 25°26′E/36,416667 25,433333; pow. 92,50 km²; 17 430 osób; 567 m n.p.m.
- Mykonos – 37°27′N 25°21′E/37,450000 25,350000; pow. 85,50 km²; 10 134 osoby; 341 m n.p.m.
- Siros – 37°27′N 24°54′E/37,450000 24,900000; pow. 83,60 km²; 21 507 osób; Pirgos 442 m n.p.m.
- Serifos – 37°09′N 24°30′E/37,150000 24,500000; pow. 75,207 km²; 1420 osób; 585 m n.p.m.
- Sifnos – 36°59′N 24°40′E/36,983333 24,666667; pow. 73,942 km²; 2625 osób; 679 m n.p.m.
- Kimolos – 36°48′N 24°33′E/36,800000 24,550000; pow. 53,251 km²; 910 osób; 364 m n.p.m.
- Andiparos – 37°00′N 25°03′E/37,000000 25,050000; pow. 45,182 km²; 1211 osób; 308 m n.p.m.
- Sikinos – 36°41′N 25°07′E/36,683333 25,116667; pow. 42,507 km²; 273 osoby; 552 m n.p.m.
- Anafi – 36°22′N 25°47′E/36,366667 25,783333; pow. 40,37 km²; 271 osób; 584 m n.p.m.
- Folegandros – 36°37′N 24°54′E/36,616667 24,900000; pow. 32,216 km²; 765 osób; 455 m n.p.m.
- Koufonisi – 36°56′N 25°36′E/36,933333 25,600000; pow. 26,025 km²; 399 osób; 114 m n.p.m.
- Makronisos – 37°42′N 24°07′E/37,700000 24,116667; pow. 18,427 km²; 5 osób; Trypiti 280 m n.p.m.
- Poliegos (niezamieszkana) – 36°46′N 24°38′E/36,766667 24,633333; pow. 18,146 km²; Psilo Vouno 370 m n.p.m.
- Irakleia – 36°51′N 25°27′E/36,850000 25,450000; pow. 17,795 km²; 141 osób; Papas 420 m n.p.m.
- Giaros (niezamieszkana) – 37°37′N 24°43′E/37,616667 24,716667; pow. 17,60 km²; Gyaros 489 m n.p.m.
- Keros (niezamieszkana) – 36°53′N 25°39′E/36,883333 25,650000; pow. 15,042 km²; Patas 432 m n.p.m.
- Rinia (niezamieszkana) – 37°25′N 25°13′E/37,416667 25,216667; pow. 13,904 km²; dł. 7,5 km; szer. 3,5 km; 136 m n.p.m.
- Donoussa – 36°58′N 25°00′E/36,966667 25,000000; pow. 13,75 km²; 167 osób; 385 m n.p.m.
- Tirasia – 36°26′N 25°20′E/36,433333 25,333333; pow. 9,299 km²; 319 osób; Viglos 295 m n.p.m.
- Andimilos (niezamieszkana) – 36°47′N 24°14′E/36,783333 24,233333; pow. 8,801 km²; dł. 4,2 km; szer. 2,9 km; 671 m n.p.m.
- Schoinoussa – 36°52′N 25°31′E/36,866667 25,516667; pow. 8,512 km²; 256 osób; Vardies 134 m n.p.m.
- Despotiko (niezamieszkana) – 36°58′N 25°00′E/36,966667 25,000000; pow. 7,754 km²; dł. 5,18 km; szer. 3,0 km; 189 m n.p.m.
- Delos – 37°23′36″N 25°16′16″E/37,393333 25,271111; pow. 3,430 km²; 14 osób; Kynthos 112 m n.p.m.
- Nea Kameni (niezamieszkana) – 36°24′N 25°24′E/36,400000 25,400000; pow. 3,338 km²; dł. 2,0 km; szer. 2,0 km; 127 m n.p.m.
- Serifopoula (niezamieszkana) – 37°15′22″N 24°35′55″E/37,256111 24,598611; pow. 1,750 km²
- Pachia (niezamieszkana) – 36°16′27″N 25°50′07″E/36,274167 25,835278; pow. 1,550 km²; dł. 1,6 km; szer. 1,4 km; 196 m n.p.m.